# Paio Furtado
Paio Fernandes Furtado, ou simplesmente Paio Furtado (? - 2 de Dezembro de 1246), foi um prelado português.

## Biografia
D. Paio Furtado documenta-se filho de Maria Mendes. Esta devia ser casada com Fernão Peres Furtado, filho de Pedro Furtado e de sua mulher Marinha Gilbertiz. Furtado era então um patronímico, resultante do nome próprio Furtado, comum nessa época.
Foi 5.º Bispo de Lamego entre 1211 e 2 de Dezembro de 1246.